# 996 (číslo)
Devět set devadesát šest je přirozené číslo. Římskými číslicemi se zapisuje CMXCVI a řeckými číslicemi ϡϟϝʹ nebo ϡϟϛʹ. Následuje po čísle devět set devadesát pět a předchází číslu devět set devadesát sedm.

## Matematika
996 je:
- Abundantní číslo
- Složené číslo
- Nešťastné číslo

## Astronomie
- (996) Hilaritas je planetka hlavního pásu, kterou objevil v roce 1923 Johann Palisa
- NGC 996 je eliptická galaxie v souhvězdí Andromedy

## Ostatní
- +996 je mezinárodní telefonní předvolba Kyrgyzstánu

## Roky
- 996
- 996 př. n. l.